# DANCE TRACKS VOL.1
『DANCE TRACKS VOL.1』（ダンス・トラックス・ヴォリュームワン）は、日本の女性歌手、安室奈美恵の1枚目のオリジナル・アルバム。1995年10月16日に東芝EMI（現・ユニバーサルミュージックLLC）から発売された。
現在は廃盤となっており、安室の公式ディスコグラフィーにはベスト・アルバム『ORIGINAL TRACKS VOL.1』と共に掲載されていない（本作発売当時に所属していた芸能事務所ライジングプロダクションのページには東芝EMIから発売されたアルバムは本作のみが2010年まで掲載されていた）。

## 解説
- プロデュースは後に移籍するavex traxのMAX松浦で、製作もavexの製作陣が手がけた。
- アルバム用の新曲を4,5曲入れる予定だったが、安室が喉を痛めていたため、実質的に「GO! GO! 〜夢の速さで〜」（カバー曲）、「GET MY SHININ'」、「Super Luck!」の新録を3曲に留め、その他は既存の楽曲のリミックスとなった。安室は後に「すごく中途半端に終わったアルバム」と後悔の念を示している[3]。
- 「安室奈美恵」単独名義のアルバムではあるが、収録曲は「SUPER MONKEY'S 4」名義および「安室奈美恵 with SUPER MONKEY'S」名義の楽曲（リミックス含む）を含み、裏ジャケットやブックレットにSUPER MONKEY'Sのメンバーの写真が載っている。初期メンバーである新垣寿子在籍時の楽曲も収録されているが、本作発売時点でSUPER MONKEY'Sのメンバーは新垣が既に脱退しており、沢詩奈々子、天久美奈子、松田律子、宮内玲奈の4人体制（同年5月にMAXを結成、CDデビュー）であるため、新垣の写真は載っていない。なお、もう一人の初期メンバー牧野アンナ在籍時のデビュー・シングル「恋のキュート・ビート/ミスターU.S.A.」は本作に収録されていない。
- 累計出荷枚数は200万枚[4]。
- 各音楽配信サイトでは、本作が未配信となっていることがある（iTunes Storeでは、販売のみ音楽配信されており、Apple Music対象外）。

## 収録曲
1. GO! GO! 〜夢の速さで〜 - [4:50]
作詞：小野香代子
作曲：G.PASQUINI-L.PERNICI
編曲：星野靖彦
新曲、DJ NRG「GO GO」のカバー。
2. Stop the music (NEW ALBUM MIX) - [3:51]
作詞：渡辺なつみ
作曲：Accatino-Rimonti-Gelmetti
編曲：星野靖彦
ソロ名義2ndシングル[注 4]、SOPHIE「STOP THE MUSIC」のカバー。
フジテレビ系ドラマ「湘南リバプール学院」オープニングテーマ
3. TRY ME 〜私を信じて〜 (NEW ALBUM MIX) / 安室奈美恵 with SUPER MONKEY'S - [4:04]
作詞：鈴木計見
作曲：HINOKY TEAM
編曲：DAVE RODGERS
安室奈美恵 with SUPER MONKEY'S名義2ndシングル[注 5]、 LOLITA「TRY ME」のカバー。
95'「ミナミ」CMソング
4. GET MY SHININ' - [4:02]
作詞：渡辺なつみ
作曲・編曲：星野靖彦
アルバムの中ではオリジナルの新曲
5. わがままを許して (GROOVY MIX) / SUPER MONKEY'S 4 - [5:00]
作詞：及川眠子
作曲：小森田実
編曲：小森田実 (REMIXED BY YASUHIKO HOSHINO)
SUPER MONKEY'S 4名義2ndシングル[注 6]カップリング曲
6. 愛してマスカット (GROOVY MIX) / SUPER MONKEY'S 4 - [4:04]
作詞：及川眠子
作曲：小森田実
編曲：小森田実 (REMIXED BY YASUHIKO HOSHINO)
SUPER MONKEY'S 4名義2ndシングル[注 6]
ロッテ「マスカットガム」CMソング
7. PARADISE TRAIN (GROOVY MIX) / 安室奈美恵 with SUPER MONKEY'S - [4:31]
作詞：売野雅勇
作曲：中西圭三
編曲：小西貴雄 (REMIXED BY YASUHIKO HOSHINO)
安室奈美恵 with SUPER MONKEY'S名義1stシングル[注 7]
毎日放送・TBS系ドラマ『野々山家の人々』オープニングテーマ
ロッテ「マスカットガム&ブルーベリーガム」CMソング
8. DANCING JUNK[注 1] (GROOVY MIX) / SUPER MONKEY'S 4 - [4:47]
作詞：売野雅勇
作曲：馬飼野康二
編曲：馬飼野康二 (REMIXED BY YASUHIKO HOSHINO)
SUPER MONKEY'S 4名義1stシングル[注 8]
NHKテレビアニメ『忍たま乱太郎』第1期エンディングテーマ
9. Super Luck! - [3:56]
作詞：飯塚麻純
作曲・編曲：星野靖彦
アルバムの中ではオリジナルの新曲
10. ハートに火をつけて (NEW ALBUM MIX) - [3:29]
作詞：鈴木計見
作曲：HINOKY TEAM
編曲：DAVE RODGERS
ソロ名義1stシングルカップリング曲[注 9]、D-ESSEX「BURNING LOVE」のカバー。
11. 太陽のSEASON (NEW ALBUM MIX) - [3:46]
作詞：鈴木計見
作曲：HINOKY TEAM
編曲：DAVE RODGERS
ソロ名義1stシングル[注 9]、VERONICA SALES「SEASON」のカバー。
ロッテ「クレープアイス」CMソング
日本テレビ系「GROOVY」オープニングテーマ

BONUS-1
1. TRY ME 〜私を信じて〜 (EXTENDED VERSION) - [5:11]
EDITED BY TAKESHI "BUNTA" MATSUMOTO

BONUS-2
1. 太陽のSEASON (SALSOULIKE MIX) - [3:30]
REMIXED BY SATOSHI HIDAKA